# Joseph Kaufhold
Joseph Kaufhold (* 8. Mai 1876 in Geismar; † 18. Februar 1940 in Berlin-Lichterfelde) war ein deutscher Jurist und Politiker (DNVP).

## Leben
Nach dem Volksschulabschluss 1890 besuchte Kaufhold bis 1892 das Friedrich-Werdersche Gymnasium in Berlin und wechselte dann das Königlich-Katholische Gymnasium in Heiligenstadt, an dem er 1897 das Abitur ablegte. Im Anschluss studierte er sechs Semester Rechts- und Staatswissenschaften an der Friedrich-Wilhelms-Universität Berlin. 1902 wurde er an der Universität Rostock mit dem Dissertationsthema Bedingte Verurteilung und administrative Begnadigung zum Doktor der Rechte promoviert.
Kaufhold war von Juli 1905 bis September 1907 Parteisekretär der Deutschkonservativen Partei und Redakteur für das Kreisblatt in Pyritz. Im Anschluss war er bis 1918 als Sekretär für die Fraktion der Deutschkonservativen Partei im Reichstag sowie bis Oktober 1921 als Leiter der parlamentarischen Abteilung des Bundes der Landwirte bzw. des Reichslandbundes tätig. Bis zum 1. Oktober 1926 arbeitete er noch für den Reichslandbund. Am Ersten Weltkrieg hatte er als Landsturmmann beim 2. Ermländischen Infanterie-Regiment Nr. 151 und bei der Feldflieger-Abteilung 54 teilgenommen. Er wurde als dienstunfähig entlassen und mit dem Eisernen Kreuz II. Klasse ausgezeichnet.
Kaufhold zählte 1918 zu den Gründern der Deutschnationalen Volkspartei (DNVP). Er war ab Februar 1919 Stadtverordneter in Berlin-Schöneberg und von Juni 1920 bis November 1921 Mitglied der Berliner Stadtverordnetenversammlung sowie der Schöneberger Bezirksverordnetenversammlung. Im Februar 1921 wurde er als Abgeordneter in den Preußischen Landtag gewählt, dem er ohne Unterbrechung bis 1932 angehörte. Im Parlament vertrat er den Wahlkreis 17 (Westfalen-Nord). Neben seiner Abgeordnetentätigkeit verfasste er zahlreiche partei- und wirtschaftspolitische Abhandlungen für die DNVP und den Reichslandbund.